# Héraðsvötn
Héraðsvötn – rzeka lodowcowa w północnej Islandii, powstaje z połączenia rzek Austari-Jökulsá (wraz z jej dopływem Vestari-Jökulsá) oraz Norðurá. Jej długość wynosi około 40 km, ale licząc od wypływającej z północnej części lodowca Hofsjökull Austari-Jökulsá mierzy sobie 130 km. Rzeka Austari-Jökulsá płynie głębokimi dolinami w kierunku północno-wschodnim. Natomiast Héraðsvötn płynie rozgałęzionymi ramiona po równinie aluwialnej. Uchodzi dwiema głównymi odnogami Vestari-Héraðsvötn i Austari-Héraðsvötn do fjordu Skagafjörður w okolicach Sauðárkrókur.